# Quincy (Oregon)
Quincy az Amerikai Egyesült Államok északnyugati részén, Oregon állam Columbia megyéjében, a Columbia folyó alföldjén elhelyezkedő önkormányzat nélküli település.
Első lakosa 1882-ben telepedett le. A helységet J. W. Barnes nevezte el az Illinois állambeli Quincyről. A posta 1892 és 1933 között működött.
1915-ben negyven lakosa, két temploma és két iskolája volt. 1940-ben 303-an éltek itt. A bolt ma is működik.

## Fordítás
- Ez a szócikk részben vagy egészben  a   Quincy, Oregon című angol Wikipédia-szócikk ezen változatának fordításán alapul.  Az eredeti cikk szerkesztőit annak laptörténete sorolja fel. Ez a jelzés csupán a megfogalmazás eredetét és a szerzői jogokat jelzi, nem szolgál a cikkben szereplő információk forrásmegjelöléseként.